# Cuesta Amarilla
Cuesta Amarilla är en ort i Mexiko.   Den ligger i kommunen San Andrés Tuxtla och delstaten Veracruz, i den sydöstra delen av landet, 400 km öster om huvudstaden Mexico City. Cuesta Amarilla ligger 129 meter över havet och antalet invånare är 1 176.
Terrängen runt Cuesta Amarilla är platt åt sydväst, men åt nordost är den kuperad. Runt Cuesta Amarilla är det ganska glesbefolkat, med 47 invånare per kvadratkilometer. Närmaste större samhälle är San Andres Tuxtla, 11,5 km norr om Cuesta Amarilla. Omgivningarna runt Cuesta Amarilla är en mosaik av jordbruksmark och naturlig växtlighet.